# Rayman M
Rayman M is een computerspel uit 2001 ontwikkeld en uitgegeven door Ubisoft. Het spel werd uitgebracht onder de naam Rayman Arena in Noord-Amerika. 
De oorspronkelijke versie was voor de PlayStation 2. In 2002 werd het spel ook uitgebracht voor  Windows, Xbox en Nintendo GameCube. In 2002 kwam ook een versie uit voor de PlayStation onder de naam Rayman Rush.

## Gameplay
Rayman M is bedoeld om met meerdere spelers te spelen. In tegenstelling tot de andere Rayman-spellen draait het in Rayman M niet om het redden van de wereld. De speler kan kiezen uit twee modi: racen of vechten. In de racemodus moet de speler door allerlei soorten levels rennen en als eerste eindigen. En in de vechtmodus moet de speler met allerlei soorten items tegen zijn tegenstanders vechten, zoals met bommen en lasers. Iedere modus heeft drie onderdelen die alle gewonnen moeten worden om een volledig level omhoog te kunnen. Ook zijn nieuwe personages en kostuums voor de personages te verdienen.

## Personages
Rayman M bevat de volgende personages:
- Rayman: held van het eiland
- Globox: vriend van Rayman
- Dark Globox: zoals Globox maar dan paars, kan vrijgespeeld worden op GameCube en Xbox
- Henchman 800: robot piraat
- De Teensies: twee dwergen
- Razorbeard: admiraal
- Henchman 1000: oud model van robot piraat
- Razorwife: lelijke vrouw van Razorbeard
- Tily: fee

Zie ook: Lijst van personages uit Rayman

## Ontvangst
Het spel werd wisselend ontvangen:
| Beoordeeld door       | Platform      | Datum             | Score |
| --------------------- | ------------- | ----------------- | ----- |
| PC Gameplay (Benelux) | Windows       | februari 2002     | 83%   |
| videospiele.com       | PlayStation 2 | 4 januari 2002    | 82%   |
| 4Players.de           | PlayStation 2 | 31 december 2001  | 80%   |
| Jeuxvideo.com         | Windows       | 19 december 2001  | 75%   |
| PC Action             | Windows       | 10 januari 2002   | 74%   |
| Gameguru Mania        | Windows       | 19 januari 2002   | 74%   |
| GamePro (USA)         | PlayStation 2 | 25 september 2002 | 70%   |
| Gaming Target         | PlayStation 2 | 24 september 2002 | 60%   |
| Svenska PC Gamer      | Windows       | maart 2002        | 55%   |
| IGN                   | Xbox          | 14 oktober 2002   | 38%   |